# 8219-es mellékút (Magyarország)
A 8219-es számú mellékút egy négy számjegyű mellékút Veszprém vármegye területén, a Bakonyban.

## Nyomvonala
Dudar keleti részén ágazik ki a 8216-os útból, annak 9+150-es kilométerszelvényénél, észak felé. 2,2 kilométer után lép át Bakonyoszlop területére, a község központját 4,5 kilométer után éri el. 5,5 kilométer megtételét követően Csesznek területére lép, de a falu belterületét nem érinti; a 6+600-as kilométerszelvénye már Bakonyszentkirály közigazgatási területén található. 7,5 kilométer után éri el ez utóbbi falu első házait, ott torkollik bele, 4 kilométer után a 82 113-es számú út: ez halad át Csesznek központján, a 82-es főútból kiágazva. Az út 9,2 kilométer után ér véget, beletorkollva a 82-es főútba, annak 34+900-as kilométerszelvénye közelében. Egyenes folytatása a 83 107-es számú mellékút, amely Romándon indul a 832-es főútból és Bakonygyiróton illetve Bakonyszentlászlón halad keresztül.

## Története
Bakonyoszlop és Bakonyszentkirály közti szakaszának egy része, amely korábban csak községi közlekedési (vicinális) út volt, 1913-ban épült ki komolyabb minőségben, nem sokkal ezután törvényhatósági úttá is nyilvánították.

## Települések az út mentén
- Dudar
- Bakonyoszlop
- (Csesznek)
- Bakonyszentkirály